# Epibaion

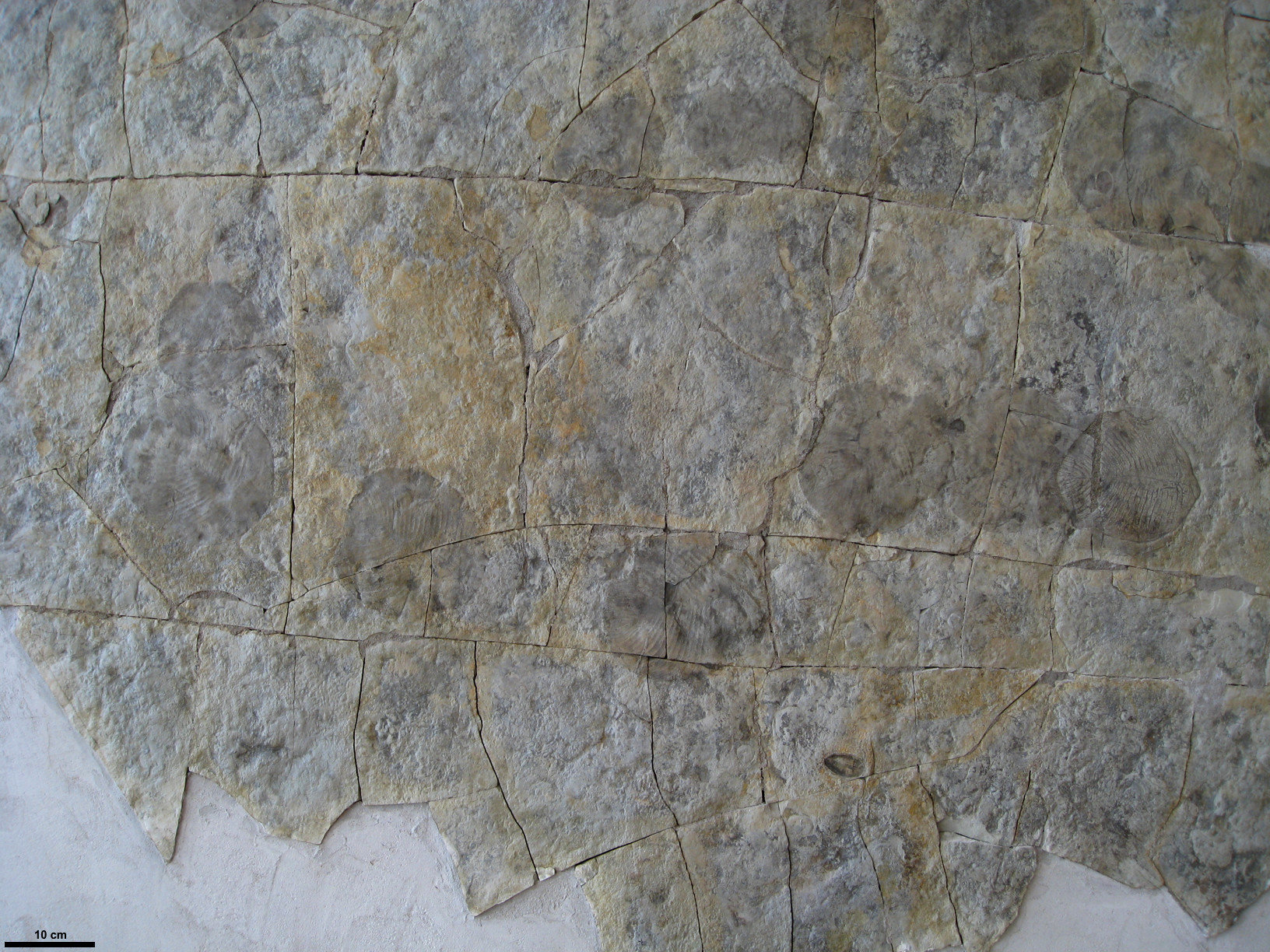
Epibaion waggoneris, catena di impronte di una Yorgia waggoneri con il fossile dell'organismo che ha creato queste tracce (al termine della catena a destra), età circa 555 milioni di anni.

Epibaion è il nome scientifico dato alle tracce fossili lasciate dagli organismi ediacarani del phylum Proarticulata, estinto nel Precambriano.

## Descrizione
Le impronte possono essere isolate, ma spesso sono a catena e alcune catene terminano nel fossile del corpo che le ha create.
Sono noti diversi esemplari: E. waggoneris è stato prodotto da Yorgia waggoneri; E. costatus di Dickinsonia costata e E. axiferus, la specie tipo, non è stata ancora accoppiata all'organismo tracciatore. Si propone che il fossile australiano Phyllozoon sia anche una traccia nutritiva di Proarticulata.

## Interpretazione
La difficoltà di interpretazione di Epibaion va di pari passo alla difficoltà di ricostruire la natura e lo stile di vita degli organismi della fauna di Ediacara che lo hanno prodotto. Epibaion è stato interpretato come tracce di pascolo legato all'alimentazione dei Proarticulata sul tappetino microbico, o comunque come dimostrazione della mobilità di organismi misteriosi quali Dickinsonia, con ricadute sulla possibilità di classificare questi esseri tra gli animali. Altri scienziati notano come la natura contraddittoria di questi organismi si rifletta anche sulle loro impronte, evidenziando che l'interpretazione di Epibaion come tracce di pascolo è incompatibile con la natura discontinua, quasi a "timbro" di tali tracce, mai interconnesse neppure quando incatenate, arrivando a supporre che si tratti di impronte di organismi morti mossi dalla corrente.
Per esempio, Retallack (2007) afferma che "Non si tratta di spostamenti e riattacchi successivi o di tracce radenti di un singolo individuo perché di dimensioni leggermente diverse. Nessuno dei presunti percorsi mostra ondulazioni laterali, orli scavati, segni di spazzole o riempimenti, che indicherebbero il movimento di un organismo che striscia o nuota. Tutti questi presunti percorsi e segni di riposo mostrano contorni ovali fantasma, non una striscia continua di un individuo in movimento."
Al contrario, Sperling-Vinther (2010) considerano improbabili i segni passivi guidati dalla corrente, a causa del modello non lineare delle tracce. Notano inoltre che queste tracce distinguono i dickinsonidi da organismi ediacarani apparentemente immobili come i rangeomorfi e gli erniettamorfi, deducendo una modalità di alimentazione di questi organismi con suola digestiva ventrale. Anche Evans (2015) e Droser-Gehling (2015) hanno considerato le tracce di alimentazione come autentiche e hanno respinto la spiegazione alternativa come prodotti casuali del trasporto di onde o correnti, in ragione del fatto che le "orme" si osservano ripetutamente come realizzate in un ordine definito, come determinato dall'identificazione dell'asse del corpo e dall'allargamento anteriore delle divisioni corporee in questi organismi. Secondo gli scienziati, ciò implica che il tappetino microbico sul substrato si sia sufficientemente decomposto da creare l'orma Epibaion e suggerisce che un tale processo avrebbe potuto essere una fonte di nutrimento per i dickinsonidi.
La presenza e la natura del tappetino microbico sul sedimento non può essere esclusa dalle considerazioni tafonomiche su Epibaion, e più di uno studioso ha sottolineato come il tappetino possa essere causa delle apparenti contraddizioni nelle tracce fossili dei dickinsonoidi. A prescindere dal fatto che Epibaion sia interpretabile come traccia di alimentazione, di movimento attivo oppure di movimento passivo di questi organismi, il tappetino microbico potrebbe aver mascherato le tracce intermedie tra impronte successive, sebbene ciò non rappresenti necessariamente un aiuto all'interpretazione del contesto in cui furono create. Tracce evidenti di raschiamento legate al movimento dell'organismo sono comunque visibili in altri esemplari ediacarani che transitavano sopra e attraverso gli stessi film microbici, per esempio Kimberella.
Commentando i fossili di Phyllozoon e Aulozoon nella nota lastra "SAM P" al South Australian Museum, Seilacher e Gishlick (2015 oltre a studi precedenti) tentano un'interpretazione della paleoecologia del sito con considerazioni anche sulle orme di Dickinsonia presenti nella stessa lastra, suggerendo che questo organismo potesse usare la sua mobilità limitata per spostarsi e digerire di volta in volta nuove aree del tappetino microbico. Ciò sarebbe all'origine delle impronte Epibaion, conservate solo come fantasmi premuti attraverso il tappetino per compattazione, senza tracce di movimento dell'organismo.
Hoekzema (2017) ha riconosciuto che l'interpretazione di Epibaion sia ancora un problema irrisolto, sottolineando che, in assenza di prove morfologiche dirette per i meccanismi di alimentazione dei dickinsonoidi, non è ancora possibile concludere con certezza se tali tracce rappresentino l'alimentazione per digestione ventrale, pascolo guidato da ciglia o semplice stazionamento passivo sulla superficie. D'altra parte, così come Dickinsonia e gli organismi ediacarani ad essa imparentati mostrano caratteristiche "aliene" totalmente estranee a qualsiasi altro organismo conosciuto, vivente o fossile, anche le loro tracce, seriali e distinte sul sedimento, sono differenti da quelle lasciate da qualunque altro organismo noto.